# تينابا (السمك المدخن)

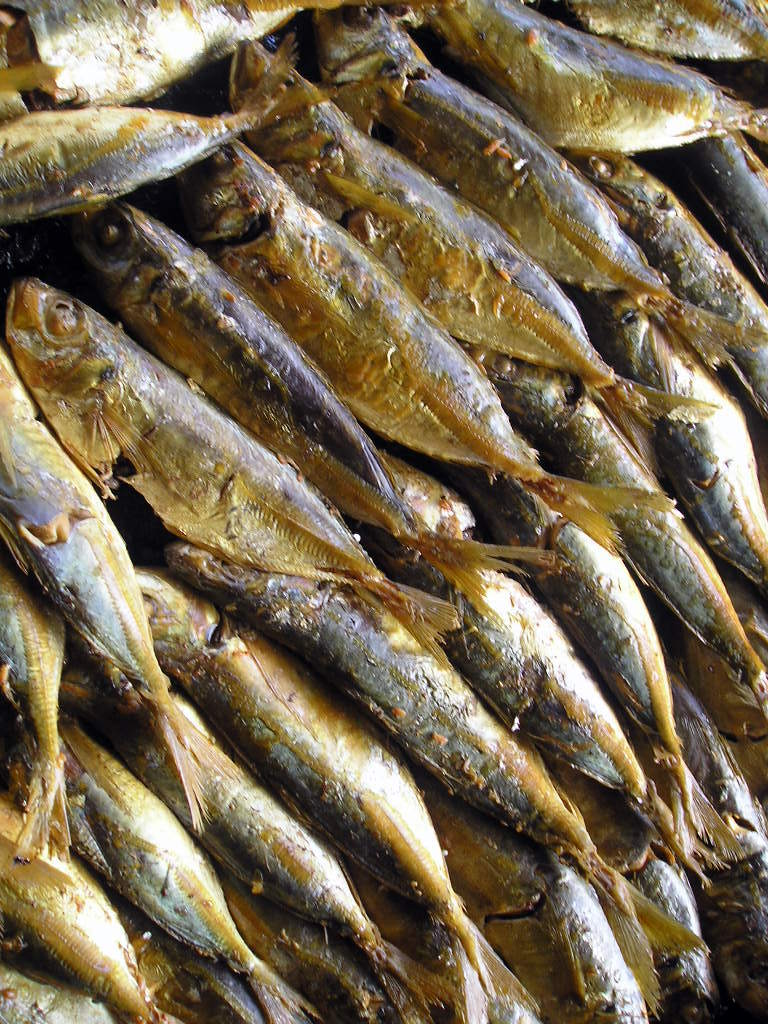

عادة ما تشير تينابا إلي مصطلح فلبيني وهي السمك المطبوخ أو المحفوظ من خلال عملية التدخين. وهو الطعام الرئيسي (الأصلي ) الشهي في الفلبين، والمصنوع أحياناً من الزعانف الخلفيه ومن تبن السمك والمعروف محلياً ب بانجوس - bangus (سمك وحيد العائلة) .  تتوفر التيبانا بشكل كبير جدا في الدولة. ويستحيل علي أي شخص طبخها في المنزل. تضم وصفة التينابا عملية غسل الأسماك ووضعها في ماء شديد الملوحة لفتره تمتد  (عادة من  5 ل 6 ساعات)، ووضعه في الهواء الجاف. وأخيراً عمليه تدخين لقطع السمك، ويعتبر من الشائع استخدام سمك جالنجونج galunggong في صنع التينابا وهو سمك بحري استوائي، وايضا سمك Bangus وهو( سمك وحيد العائلة).
ويمكن ان يشير مصطلح التينابا إلي اللحم المدخن أيضاً والذي يسمي أيضاً تابا بالانجليزيه Tapa (وهو اللحم البقري والماعز الجاف وأيضاً لحم الحصان).